# Хайдар бей (Сяр)
Хайдар бей (на турски: Haydar Bey) е османски и турски политик.

## Биография
Роден е в 1872 година в Сяр, тогава в Османската империя, днес в Гърция. Завършва право в правното училище в Истанбул. Ръководител на наказателен съд, по-късно прокурор. След Младотурската революция е избран за депутат в Османския парламент на изборите в 1908 и в 1912 година от Айдън и в 1914 от Измир. Депутат е в I Велико национално събрание на Турция от Кютахия.